# Denke nach und werde reich

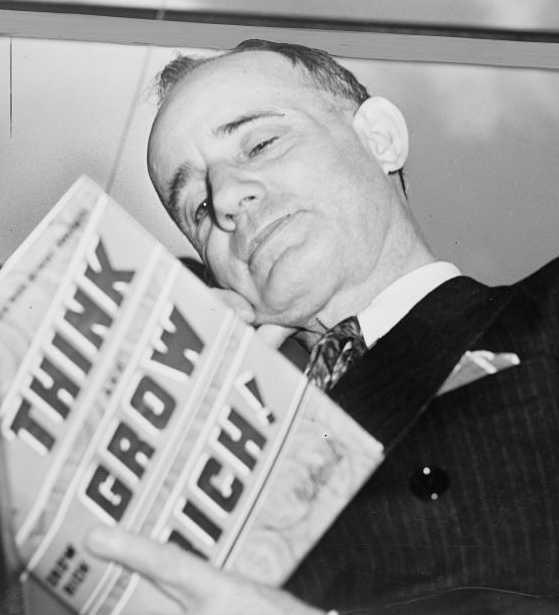
Napoleon Hill, der 1937 sein Buch hält

Denke nach und werde reich (englischer Originaltitel: Think and Grow Rich) ist ein Selbsthilfebuch des US-amerikanischen Schriftstellers Napoleon Hill. Es erschien im Jahr 1937 und gilt als Hills bekanntestes Werk. 
Das Buch wurde im Jahr 1960 überarbeitet; teilweise ist dies in den Exemplaren nicht vermerkt. Ausgelassen wurde z. B. der Satz „Lincoln träumte von Freiheit für die schwarzen Sklaven, setzte seinen Traum um (...)“.

## Geschichte
Als Napoleon Hill ein junger Mann war, machte ihn – so jedenfalls behauptete Hill – der Stahlmagnat Andrew Carnegie auf das Geheimnis aufmerksam, dem er sein Vermögen verdankte. Daraufhin soll Carnegie, der damals zu den reichsten Menschen weltweit gehörte, Napoleon Hill beauftragt haben, die Erfolgsmethoden von rund 500 Millionären zu untersuchen und daraus eine gemeinsame Erfolgsphilosophie abzuleiten. 
In mehr als 20 Jahren Arbeit und zahlreichen Interviews will Hill dem Geheimnis des Erfolgs auf die Spur gekommen sein: Dazu gehören die richtigen Anweisungen an das Unterbewusstsein, der unerschütterliche Glaube an sich selbst und nicht zuletzt Ausdauer und Entschlossenheit.  
Die Zusammenarbeit von Napoleon Hill und Andrew Carnegie ist jedoch nicht belegt. Der Historiker David Nasaw, der 2008 eine umfangreiche Biografie von Andrew Carnegie veröffentlichte, fand bei seinen Recherchen keine Unterlagen, die eine Kooperation mit Napoleon Hill belegen. Möglicherweise haben sich die beiden sogar nie getroffen, und die zitierten Erfolgsgeschichten waren Erfindungen Napoleon Hills, um sich selbst und seine Bücher besser zu vermarkten. Auch für die von der Napoleon Hill Foundation publizierte Behauptung, das Buch sei von Mahatma Gandhi beworben und in hoher Stückzahl in Indien verteilt worden, gibt es keine Nachweise.

## Inhalt
Grundidee hinter „Denk nach und werde reich“ ist die Annahme, dass der Erwerb von materiellem Reichtum direkt und gezielt durch die richtigen Gedanken gesteuert werden kann. Napoleon Hill benennt in seinem Buch 13 „Erfolgsgesetze“. Durch 6 praktische, genau vorgegebene Schritte soll der Leser oder die Leserin automatisch Reichtum erlangen.

## Bedeutung
Mit dieser Botschaft kann Napoleon Hill als Vorreiter und Wegbereiter international bekannter Erfolgscoaches gelten. Die Konzepte von Tony Robbins, Bodo Schäfer und anderen wurden entscheidend durch „Denke nach und werde reich“ geprägt. Auch der kommerziell höchst erfolgreiche Film „The Secret“ über das „Gesetz der Anziehung“ und das gleichnamige Buch der australischen Autorin Rhonda Byrne sind von Napoleon Hill inspiriert.